# Сейм (река)
Сейм е река в Русия (474 km) и Украйна (222 km) с обща дължина 696 km, ляв приток на река Десна от басейна на Днепър. Тя е най-големият по дължина приток на Десна и 110-ата река по дължина в Русия.

## Географска характеристика

### Извор, течение, устие
Реката води началото си от югозападните склонове на Средноруските възвишения. Образува се от сливането на двете съставящи я реки Сеймица Пузацка (21 km, дясна съставяща) и Сеймица Котлубанска (52 km, лява съставяща) на 178 m н.в., на 3 km североизточно от село Кривец, Мантуровски район, Курска област, Русия. Лявата съставяща река Сеймица Котлубанска води началото си от село Морозово, Губкински градски окръг на Белгородска област. С нея дължината на река Сейм става 748 km.
До вливането на десния ѝ приток река Рат, Сейм тече в северозападно направление, а след това на запад до устието на десния ѝ приток река Свапа. По-нататък реката следва югозападна посока, като след град Рилск прави голяма изпъкнала на югоизток дъга, като заобикаля от юг Дмитриевско-Рилското възвишение. След селището от градски тип Теткино реката напуска пределите на Русия и навлиза на територията на Украйна. Тук тя тече предимно в западна посока, а след град Батурин и до устието си – в северозападна през Приднепровската низина. Влива се отляво в река Десна на 352 km от устието на последната, на 2 km югоизточно от село Мале Усте, Сосницки район, Черниговска област, Украйна, на 112 m н.в.
Десните брегове на реката са високи (до 40 m), стръмни, на места отвесни и оголени. Левите са ниски (5 – 10 m), полегати, с речни тераси. Долината ѝ е асиметрична със средна ширина от 9 до 12 km и дълбочина 50 – 75 m под околния терен. В горното течение ширината на долината ѝ е – 1 – 2 km, в средното – 5 – 8 km, а в долното – 12 – 26 km. Заливната тераса на реката е силно заблатена, особено в долното течение. Блатата заемат около 8% от водосборния ѝ басейн, като на територията на Украйна са 38,4 хил. ха. В широката над 2 km, предимно лява заливна тераса има множество старици, изоставени езера, протоци, меандри и острови.

### Водосборен басейн, притоци

#### Водосборен басейн
Площта на водосборния басейн на Сейм е 27 500 km2, което представлява 30,93% от водосборния басейн на река Десна и се простира на територията на 4 области – Курска (20 350 km2, 65% от целия ѝ водосборен басейн) и Белгородска в Русия, Сумска и Черниговска област в Украйна. На северозапад водосборният басейн на река Сейм граничи с водосборните басейни на малки леви притоци на река Десна, на север – с водосборния басейн на река Волга, на изток – с водосборния басейн на река Дон, а на юг – с водосборните басейни на реките Псьол, Сула и Супой (леви притоци на Днепър).

#### Притоци
Река Сейм получава 914 притока с дължина над 10 km, в т.ч. три притока (десни ←) с дължина над 100 km:
- ← Тускар 108 km, 2480 km2 водосборен басейн, влива се в град Курск, Курска област, Русия;
- ← Свапа 197 km, 4990 km2 водосборен басейн, влива се на 0,5 km западно от с. Жилище, Курска област, Русия;
- ← Клевен 133 km, 2660 km2 водосборен басейн, влива се при с. Камин, Сумска област, Украйна.

### Хидроложки показатели
Ширината на водното корито на реката се колебае от 10 до 30 m в горното течение, от 40 до 80 m – в средното и от 80 до 100 m в долното, а дълбочината от 0,5 – 1 m до 4 – 6 m. Поради малкия наклон на течението – едва 0,095 m/km реката силно меандрира, а течението ѝ е бавно и спокойно 0,3 – 0,4 m/s. Средният годишен воден отток при град Рилск е 32 m3/s, на 105 km от устието, при с. Мутин, Сумска област – 99,6 m3/s. Реката замръзва в края на ноември – началото на декември, а се размразява в края на март – началото на април. Пролетното пълноводие продължава около 70 дни, през които протичат около 70 – 80% от годишния отток. Подхранването е предимно снегово, а 35 – 40% от оттока се формира от подземни води.

## Селища
По течението на реката са разположени 6 града и множество села:
- Русия

- Курска област – Курск, Курчатов, Лгов и Рилск;

- Украйна

- Сумска област – Путивъл;
- Черниговска област – Батурин.

## Стопанско значение
От древността река Сейм е била важна транспортна магистрала, по която са преминавали търговски пътища от река Днепър и притока ѝ Десна към река Дон. До края на 60-те години на 20 в. реката е била плавателна до град Рилск, но поради изграждането на Курското водохранилище при град Курчатов нивото на реката спада. Сега реката целогодишно е плавателна за малки съдове до град Путивъл, но поради изграждането на понтонен мост при село Обмачов, Бахмачки район, Черниговска област плавателният участък обхваща само най-долното течение до село Вербовка, Бахмачки район, Черниговска област.
При град Курчатов, Курска област е изградено голямото Курско водохранилище, което снабдява с промишлена вода Курската АЕЦ.